# Hugh Hastings († 1347)

Vergleichende Darstellungen der Grabbrasse von Hugh Hastings in der St Mary’s Church in Elsing: links eine Zeichnung nach einer von Charles Alfred Stothard (1786–1821) gefertigten Darstellung, rechts eine Darstellung nach einem vor 2005 durchgeführten brass rubbing.

Sir Hugh Hastings (auch Hugh de Hastings) (* um 1310; † 29. oder 30. Juli 1347) war ein englischer Ritter.

## Herkunft, Erbe und Heirat
Hugh Hastings war ein jüngerer Sohn von John Hastings, 1. Baron Hastings und von dessen zweiten Frau Isabel le Despenser. Sein Vater starb bereits 1313, seine Mutter heiratete um 1318 Ralph de Monthermer, 1. Baron Monthermer. Nach dem Tod seiner Mutter im Dezember 1334 erbte Hastings das Gut von Monewdon in Suffolk sowie Ländereien bei Sutton Scotney in Hampshire, diese Besitzungen wurden ihm am 28. März 1335 übertragen. Vor dem 18. März 1330 hatte Hastings Margaret Foliot (um 1313–1349), die älteste Tochter von Sir Richard Foliot und von Joan de Braose geheiratet. Seine Frau war seit 1325 ein Mündel seiner Mutter gewesen. Sie war die Erbin von Elsing, Gressenhall und Weasenham in Norfolk, dazu wurde sie über ihre Mutter eine Miterbin des Marcher Lords William de Braose, 2. Baron Braose.

## Dienst als Verwalter und Militär
Am 8. November 1338 wurde Hastings zum Friedensrichter im West Riding of Yorkshire ernannt. Daneben bekleidete er regelmäßig verschiedene weitere Ämter. Er diente jedoch nie als Sheriff oder als Abgeordneter im Parlament, nahm jedoch am 29. April 1342 als einer von 106 weltlichen Vertretern an einer großen Ratsversammlung in Westminster teil.
Neben seinen Verwaltungsaufgaben diente Hastings regelmäßig als Militär. Im zweiten Schottischen Unabhängigkeitskrieg nahm er von 1335 bis 1338 an den englischen Feldzügen nach Schottland teil. Während des Hundertjährigen Kriegs gehörte Hastings im Juli 1338 zu dem Heer, mit dem König Eduard III. in die Niederlande zog. Im Gefolge von Henry, Earl of Derby kämpfte er im Juli 1340 in der Seeschlacht von Sluys. Während des Feldzugs in die Bretagne von 1342 bis 1342 diente er unter seinem Neffen Lawrence Hastings. 1345 diente er unter dem Earl of Derby und seinem Neffen in der Gascogne, kam aber vermutlich wie sein Neffe zu spät, um an der Schlacht von Auberoche im Oktober 1345 teilzunehmen. Am 20. Juni 1346 wurde er zum Captain und Lieutenant des Königs in Flandern ernannt. Während der König mit dem englischen Hauptheer in Nordfrankreich einfiel und die Franzosen am 26. August in der Schlacht von Crecy schlug, sicherte Hastings mit etwa 250 Bogenschützen und Soldaten sowie einem Aufgebot der flämischen Städte die Grenze zwischen Frankreich und den Niederlanden. Dabei belagerte er vergeblich Béthune. Nachdem er das flämische Aufgebot entlassen hatte, unterstützte Hastings mit seinen Soldaten die Belagerung von Calais. Kurz vor der Übergabe von Calais wurde Hastings im Mai 1347 zum Seneschall der Gascogne ernannt. Für diese Aufgabe wurden ihm 50 Waffenknechte und 80 Bogenschützen zur Verfügung gestellt. Hastings trat sein Amt jedoch nicht an. Er kehrte, vermutlich krank, nach England zurück, wo er am 22. Juli 1347 in Old Ford in Middlesex sein Testament aufsetzte und eine Woche später starb.
Er wurde in der von ihm gestifteten Kirche St Mary in Elsing begraben, wo eine prächtige Brasse an ihn erinnert. Für seine Dienste hatte ihn der Earl of Derby mit der Übertragung mehrerer Güter belohnt, auch sein Neffe Lawrence Hastings hatte ihm um 1342 zur lebenslangen Nutzung das Gut von Oswardbek in Nottinghamshire übertragen.

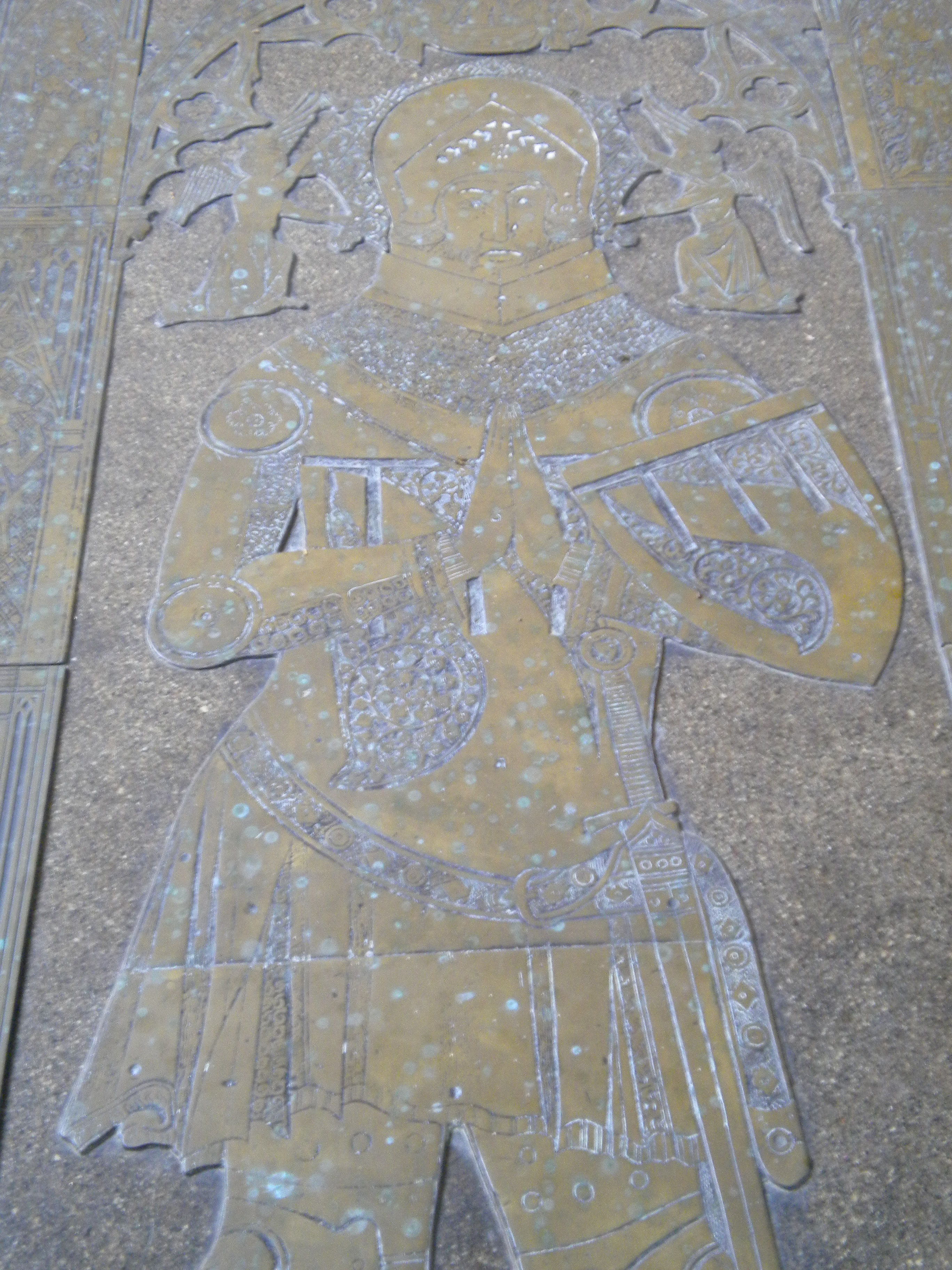
Brasse von Hugh Hastings

## Nachkommen
Mit seiner Frau Margaret hatte Hastings mehrere Kinder, darunter
- John Hastings († 1393)
- Sir Hugh Hastings († um 1369)
- Maud Hastings (1337–1405) ⚭ Sir Peter Delamore